# Шервуд (округ Дефајанс, Охајо)
Шервуд (енгл. Sherwood, Defiance County) град је у америчкој савезној држави Охајо.

## Демографија
По попису из 2010. године број становника је 827, што је 26 (3,2%) становника више него 2000. године.
| Група             | 2000.       | 2010.       |
| Белци             | 755 (94,3%) | 773 (93,5%) |
| Афроамериканци    | 6 (0,7%)    | 3 (0,4%)    |
| Азијати           | 0 (0,0%)    | 1 (0,1%)    |
| Хиспаноамериканци | 28 (3,5%)   | 40 (4,8%)   |
| Укупно            | 801         | 827         |